# Humfried I. von Toron
Humfried I. von Toron (* vor 1094; † um 1137) war Herr von Toron im Königreich Jerusalem.
Die Herkunft Humfrieds ist unbekannt.
Die Burg Toron in den Bergen Galiläas wurde von Hugo von Falkenberg, Fürst von Galiläa 1105 an der Straße von Tyrus nach Damaskus gebaut und bald zum Mittelpunkt einer eigenständigen Herrschaft, die zu den Vasallen des Fürsten von Galiläa gehörte.
Nach dem Tod Hugos 1107, spätestens 1109 wurde Humfried mit Toron belehnt. Zwischen 1120 und 1128 ist er mehrfach im Gefolge König Balduins II. von Jerusalem belegt. Er begründete das Adelsgeschlecht Toron, das im Königreich Jerusalem einigen Einfluss hatte. Bei seinem Tod folgte ihm sein Sohn Humfried II.